# Piper conditum
Piper conditum är en pepparväxtart som beskrevs av William Trelease. Piper conditum ingår i släktet Piper och familjen pepparväxter. Utöver nominatformen finns också underarten P. c. angustum.